# Clostera rubida
Clostera rubida är en fjärilsart som beskrevs av Druce 1901. Clostera rubida ingår i släktet Clostera och familjen tandspinnare. Inga underarter finns listade i Catalogue of Life.